# Živko Radišić
Živko Radišić (ur. 15 sierpnia 1937 w Prijedorze, zm. 5 września 2021 w Banja Luce) – bośniacki polityk.

## Życiorys
Ukończył nauki polityczne na Uniwersytecie w Sarajewie w 1964. W latach 1977–1982 był burmistrzem Banja Luki. W latach 1982–1985 minister obrony jugosłowiańskiej Bośni i Hercegowiny. Współzałożyciel Socjalistycznej Partii Republiki Serbskiej. W latach 1998–2002 członek Prezydium Bośni i Hercegowiny, pełnił funkcję przewodniczącego tego gremium w latach 1998–1999 i 2000–2001.